# Octave One
Octave One es un grupo musical de techno compuesto por los hermanos Lenny Burden y Lawrence Burden, en ocasiones asociado con sus otros tres hermanos Lorne Burden, Lynell Burden y Lance Burden. En 1989, el grupo publicó su primer disco en Transmat, sello del productor Derrick May. Su sencillo "I Believe" fue incluido el año siguiente en la recopilación "Techno 2: The Next Generation", que incluía a integrantes de la segunda ola de detroit techno como Carl Craig. 
En 1990 forman el sello discográfico 430 West Records, una de las discográficas más veteranas del estilo en la que han publicado clásicos de Detroit como Aux 88, DJ Rolando o Gerald Mitchell.

## Discografía

### Octave One
- 1990: I Believe (12" Vinyl EP) Transmat
- 1991: Octivation EP (12" Vinyl EP) 430 West Records
- 1994: The X Files (2x12" Vinyl EP) 430 West Records
- 1995: Conquered Nation (12" Vinyl EP) 430 West Records
- 1995: Cymbolic (2x12" Vinyl EP) 430 West Records
- 1995: Foundation EP (12" Vinyl EP) 430 West Records
- 1996: Images From Above (2x12" Vinyl EP) 430 West Records
- 1996: Point-Blank (12" Vinyl EP) 430 West Records
- 1997: The Living Key (2x12" Vinyl EP) 430 West Records
- 1997: The Living Key (To Images From Above) (CD) 430 West Records
- 1998: DayStar Rising (12" Vinyl EP) 430 West Records
- 1998: The Collective (CD, 2x12"Vinyl EP) 430 West Records
- 1999: Art And Soul (12" Vinyl EP) 430 West Records
- 2000: Black Water (12" Vinyl EP) 430 West Records
- 2004: The Theory Of Everything (CD, 3x12"Vinyl EP) Concept Music
- 2005: Somedays (12" Vinyl EP) 430 West Records
- 2006: Off the Grid/Love and Hate (12") Tresor
- 2007: Off the Grid (DVD/CD, 2x12"Vinyl EP) Tresor
- 2008: Here Comes The Push/I Need Release (12" Vinyl EP) 430 West Records
- 2009: Summers On Jupiter (CD, 2x12" Vinyl EP) P-Vine, 430 West Records
- 2009: A World Divided (The O1 Mixes) (12"), 430 West Records

### Random Noise Generation
- 1991: Falling In Dub (12") 		430 West Records
- 1992: Falling In Dub (12",CD, Maxi) 	 		Low Spirit Recordings
- 1992: Falling In Dub (The Remixes) (12") 		430 West Records , Outer Rhythm, Buzz
- 1993: Random Beats & Tracks Vol. I (12") 		430 West Records
- 1994: Random Beats & Tracks Vol. I & II (2x12") 		430 West Records
- 1994: Random Beats & Tracks Vol. 3 (12") 		430 West Records
- 1996: Generations Of Soul (12") 		430 West Records
- 1997: The Legacy (12") 		430 West Records
- 1999: (The Existence Of) Echelon (12") 		430 West Records
- 1999: Instrument Of Change (12") 		430 West Records
- 1999: The Existence Of Echelon (12") 		430 West Records
- 2000: Links In The Chain (2x12, CD, Compilation)		430 West Records
- 2002: The Unknown (12") 		430 West Records
- 2004: A Better Tomorrow / Roof Raiser (12") 		430 West Records
- 2004: Games Of Chance (4 Mixes) (12", W/Lbl, Promo) 		430 West Records
- 2005: Reign (2x12",CD, album) 		Concept Music
- 2005: Rock My Soul (12") 		430 West Records